# Autlán de Navarro
Autlán de Navarro là một đô thị thuộc bang Jalisco, México. Năm 2005, dân số của đô thị này là 53269 người.